# تصفا
تصفا إحدى قرى مركز كفر شكر التابع لمحافظة القليوبية بجمهورية مصر العربية، ومن أعلامها زكريا محيي الدين وخالد محيي الدين من الضباط الأحرار ومحمود محيي الدين وزير الاستثمار السابق ومحمد المختار محمد المهدي رئيس الجمعية الشرعيةوالمخرج خالد يوسف

## التاريخ
قرية تصفا من القرى القديمة، حيث وردت باسم «طسفه» في أعمال الشرقية ضمن قرى الروك الصلاحي التي أحصاها ابن مماتي في كتاب قوانين الدواوين، كما وردت باسم «طسفة بني حرام» في أعمال الشرقية ضمن قرى الروك الناصري التي أحصاها ابن الجيعان في كتاب «التحفة السنية بأسماء البلاد المصرية». وفي العصر العثماني وردت في التربيع العثماني الذي أجراه الوالي العثماني سليمان باشا الخادم في عصر السلطان العثماني سليمان القانوني «طسفا» ضمن قرى ولاية الدقهلية، وفي تاريخ 1228هـ/1813م الذي عدّ قرى مصر بعد المسح الذي قام به محمد علي باشا باسم «تصفا» ضمن قرى مديرية الدقهلية، وبعد تأسيس مركز كفر شكر، اقتطعت القرية من مديرية الدقهلية، وألحقت بمركز كفر شكر في مديرية القليوبية.

## السكان
بلغ عدد سكان تصفا 8,368 نسمة، حسب الإحصاء الرسمي لعام 2006.